# FIS Games 2028
Navigation
2032
Les FIS Games 2028, première édition des FIS Games, auront lieu en février 2028.

## Désignation
En mai 2023, la FIS annonce que la première édition des FIS Games sera organisée en 2028,. Les villes candidates ont jusqu'au 1er novembre 2023 pour se manifester.
Deux villes se déclarent officiellement candidates :
- Saint-Moritz ( Suisse)[3]
- Lillehammer ( Norvège)[4]

Ces deux villes, qui ont déjà organisé les jeux olympiques d'hiver doivent remettre un dossier à la FIS avant le 31 mars 2024. Cette dernière désignera la ville organisatrice lors de son congrès du 4 juin 2024 à Reykjavik,. Cependant, à la demande de la candidature suisse, la décision est reportée à une date ultérieure.
La Slovénie manifeste son intérêt mais la FIS se montre sceptique, notamment en raison de la taille de l'évènement. Finalement, la candidature slovène n'apparaît pas dans la liste finale des candidats.